# Electronic fuel injection
Electronic Fuel Injection (EFI) of elektronische brandstofinjectie is een algemene naam die door verschillende motorfietsmerken wordt gebruikt, onder andere S-EFI van Suzuki.